# Geržina
Geržina je priimek v Sloveniji, ki ga je po podatkih Statističnega urada Republike Slovenije na dan 1. januarja 2010 uporabljalo 55 oseb in je med vsemi priimki po pogostosti uporabe uvrščen na 7.019. mesto.

## Znani slovenski nosilci priimka
- Aleksander Geržina, (*1966), diplomat
- Andrej Geržina, TV voditelj, scenarist
- Miroslav Geržina (*1946), inženir strojništva in politik
- Saša (Ivan) Geržina (*1940), gospodarstvenik in diplomat